# راند راک (تگزاس)
راند راک، تگزاس (به انگلیسی: Round Rock, Texas) شهری در ایالت تگزاس از ایالات جنوبی ایالات متحده آمریکا است. در سرشماری سال ۲۰۰۰، جمعیت این شهر ۱۰۴،۴۴۶ نفر اعلام شد.